# Ben Platt
Benjamin Platt (Los Ángeles, California; 24 de septiembre de 1993) es un actor y cantante estadounidense, más conocido por originar el papel del personaje titular en el musical de Broadway Dear Evan Hansen, una interpretación por la que ha recibido numerosos premios, incluido el premio Tony al mejor actor de musical, y el premio Grammy a mejor álbum de teatro musical, como intérprete principal. Entre sus otros papeles, se incluyen el de Payton Hobart en The Politician, Elder Arnold Cunningham en The Book of Mormon, así como el de Benji Applebaum en las películas musicales Pitch Perfect (2012) y Pitch Perfect 2 (2015).

## Primeros años y educación
Platt nació en Los Ángeles, California, y es el cuarto de los cinco hijos de Julie (apellido de soltera Beren) y Marc Platt. Su padre es un productor de cine, teatro y televisión en cuyos créditos se incluye el musical Wicked.
Asistió a la Escuela de Adderley para las Artes Interpretativas en Pacific Palisades, participando en producciones como Bye Bye Birdie e Into the Woods. Platt asistió a la Escuela de Harvard-Westlake en Los Ángeles, graduándose en 2011. Le aceptaron en la Universidad de Columbia en Nueva York, pero la dejó aparcada tras seis semanas para cumplir su contrato con The Book of Mormon. Posteriormente, regresó a la escuela y se convirtió en miembro del grupo musical a capela del campus, Nonsequitur.

## Carrera
A los 9 años, Platt interpretó a Winthrop Parro en The Music Man en el Hollywood Bowl, junto a Kristin Chenoweth. A los 11, apareció en una breve gira nacional de Caroline, or Change, por Jeanine Tesori y Tony Kushner. A los 17, interpretó a Jean Valjean en una producción de teatro juvenil de Les Misérables. Otros papeles incluyen el de Claude Bukowski en la producción de la universidad de Columbia de Hair: The American Tribal Love-Rock Musical.
Platt interpretó un papel de reparto en la película Pitch Perfect, el del obsesionado con la magia Benji Applebaum. Por él fue nominado a un premio Teen Choice en la categoría de "Roba-Escenas masculino de película". También colaboró en un taller de Alice by Heart, de Duncan Sheik y Steven Sater, un nuevo enfoque sobre Alicia en el país de las maravillas.
En 2016, originó el papel titular en Dear Evan Hansen. La crítica alabó su trabajo, calificándolo de "Histórico" y "una de las más grandes interpretaciones masculinas nunca vistas en un musical".

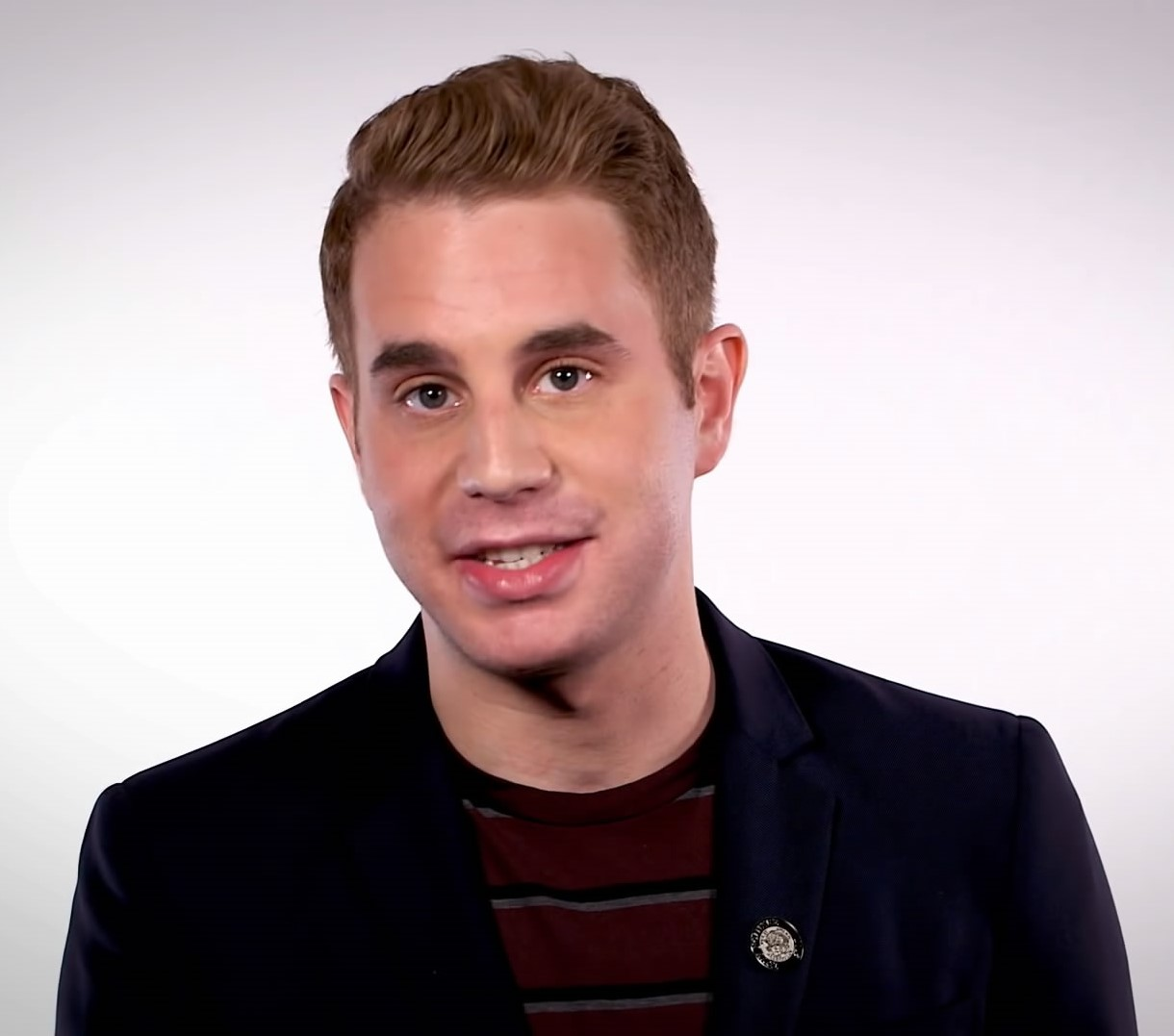
Ben Platt en junio de 2017.

El 15 de agosto de 2017 se anunció que la última función de Platt en Dear Evan Hansen sería el 19 de noviembre de 2017. El 7 de septiembre de 2017, se anunció que Platt había firmado un contrato discográfico con Atlantic Records.
El 29 de marzo de 2019 salió a la venta su primer álbum de estudio "Sing to me instead". Los primeros sencillos fueron "Bad Habit" e "Ease my mind". En mayo de ese año se embarcó en su primer Tour por Norteamérica. El 23 de agosto de 2019 Ben sacó a la venta un nuevo sencillo "Rain" cuyo vídeo vio la luz en septiembre de 2019. Ese mismo mes se grabó en el Radio City Music Hall un concierto de su primera gira que fue emitido por Netflix.
En octubre de 2019 sale a la venta la banda sonora de "The Politician" la cual alcanza durante 4 días consecutivos el n.º 1 de ventas de iTunes. El 29 de agosto de 2019 se anunció que Ben Platt estaría en el elenco de la película de Richard Linklater "Merrily We Roll Along", la cual se rodará a lo largo de 20 años, la primera parte de la película ya ha sido rodada.
En noviembre de 2019 se comienza a rodar la segunda temporada de "The Politician" con Ben nuevamente como protagonista. Bette Midler y Judith Light serán parte también del reparto. Se espera que esta segunda temporada vea la luz en Netflix para el verano de 2020.

## Vida personal
Platt es abiertamente gay; salió del armario con su familia cuando tenía doce años, y públicamente en 2019, antes del lanzamiento de su canción "Ease My Mind". En enero de 2020, Platt comenzó a salir con Noah Galvin (que le sustituyó en el papel titular de Dear Evan Hansen). El 25 de noviembre de 2022, anunciaron su compromiso.
El 15 de noviembre de 2020, reveló que ya en marzo de ese año, dio positivo y finalmente se recuperó por completo del COVID-19.

## Filmografía

### Cine
| Año  | Título                                    | Papel           | Notas                                       | Ref. |
| ---- | ----------------------------------------- | --------------- | ------------------------------------------- | ---- |
| 2012 | Pitch Perfect                             | Benji Applebaum |                                             |      |
| 2015 | Pitch Perfect 2                           | Benji Applebaum |                                             |      |
| 2015 | Ricki and the Flash                       | Daniel          |                                             |      |
| 2016 | Billy Lynn's Long Halftime Walk           | Josh            |                                             |      |
| 2019 | Run This Town                             | Bram Shriver    |                                             | Ref. |
| 2019 | Drunk Parents                             | Jason Johnson   |                                             | Ref. |
| 2020 | Ben Platt Live from Radio City Music Hall | Él mismo        | también productor ejecutivo                 |      |
| 2020 | Theater Camp                              | Angelo Bassett  | cortometraje; también productor y guionista | Ref. |
| 2021 | Broken Diamonds                           | Scott           |                                             |      |
| 2021 | Dear Evan Hansen                          | Evan Hansen     |                                             | Ref. |
| 2022 | The People We Hate at the Wedding         | Paul Stevenson  |                                             | Ref. |
| 2023 | Theater Camp                              | Amos Klobuchar  | también guionista y productor               | Ref. |
| TBA  | Merrily We Roll Along                     | Charley Kringas | Posproducción                               | Ref. |

### Televisión
| Año     | Título                        | Papel          | Notas                                               | Ref. |
| ------- | ----------------------------- | -------------- | --------------------------------------------------- | ---- |
| 2017    | Will & Grace                  | Blake          | Episodio: "Who's Your Daddy"                        | Ref. |
| 2019–20 | The Politician                | Payton         | 15 episodios, también productor ejecutivo           |      |
| 2020    | The Simpsons                  | Blake (voz)    | Episodio: "Three Dreams Denied"                     |      |
| 2021    | The Premise                   | Ethan Streiber | Episodio: "Social Justice Sex Tape"                 |      |
| 2022    | RuPaul's Drag Race: All Stars | Él mismo       | Jurado invitado                                     | Ref. |
| 2023    | The Other Two                 | Él mismo       | Episodio: "Brooke Hosts a Night of Undeniable Good" | Ref. |

### Teatro
| Año       | Producción          | Papel                   | Recinto                | Notas                      |
| --------- | ------------------- | ----------------------- | ---------------------- | -------------------------- |
| 2002      | The Music Man       | Winthrop Paroo          | Hollywood Bowl         | Los Ángeles                |
| 2004      | Mame                | Patrick Denis           | Hollywood Bowl         | Los Ángeles                |
| 2004      | Caroline, or Change | Noah Gellman            | Ahmanson Theatre       | Gira nacional              |
| 2005      | Dead End            | Philip Griswald         | Ahmanson Theatre       | Regional                   |
| 2012      | The Power of Duff   | Ricky Duff              | Powerhouse Theatre     | Regional                   |
| 2012      | The Black Suits     | Chris Thurser           | Center Theatre Group   | Regional                   |
| 2012–2013 | The Book of Mormon  | Elder Arnold Cunningham | PrivateBank Theatre    | Chicago                    |
| 2014–2015 | The Book of Mormon  | Elder Arnold Cunningham | Eugene O'Neill Theatre | Broadway                   |
| 2015      | Dear Evan Hansen    | Evan Hansen             | Arena Stage            | Washington D. C.           |
| 2016      | The Secret Garden   | Dickon                  | David Geffen Hall      | Concierto 25.º aniversario |
| 2016      | Dear Evan Hansen    | Evan Hansen             | Second Stage Theatre   | Off-Broadway               |
| 2016–2017 | Dear Evan Hansen    | Evan Hansen             | Music Box Theatre      | Broadway                   |
| 2018–2023 | Parade              | Leo Frank               |                        | Workshop Broadway          |

## Discografía
| Álbumes de estudio - 2019: Sing to Me Instead - 2021: Reverie - 2024: Honeymind Bandas sonoras - 2017: Dear Evan Hansen (Original Broadway Cast Recording) - 2019: The Politician (Music from the Netflix Original Series) - 2021: Dear Evan Hansen (Original Motion Picture Soundtrack) - 2023: Parade (2023 Broadway Cast Recording) | Sencillos - 2017: Waving Through a Window - 2018: Found/Tonight (junto con Lin-Manuel Miranda) - 2019: Bad Habit - 2019: Grow as We Go - 2020: So Will I - 2020: Everything I Did to Get to You - 2021: Imagine (solo o Tiësto remix) - 2021: Happy to Be Sad - 2024. Andrew - 2024: Cherry on Top |

## Giras y conciertos
- Sing to Me Instead Tour (2019)[32]
- Reverie Tour (2022)[33]

## Premios y nominaciones

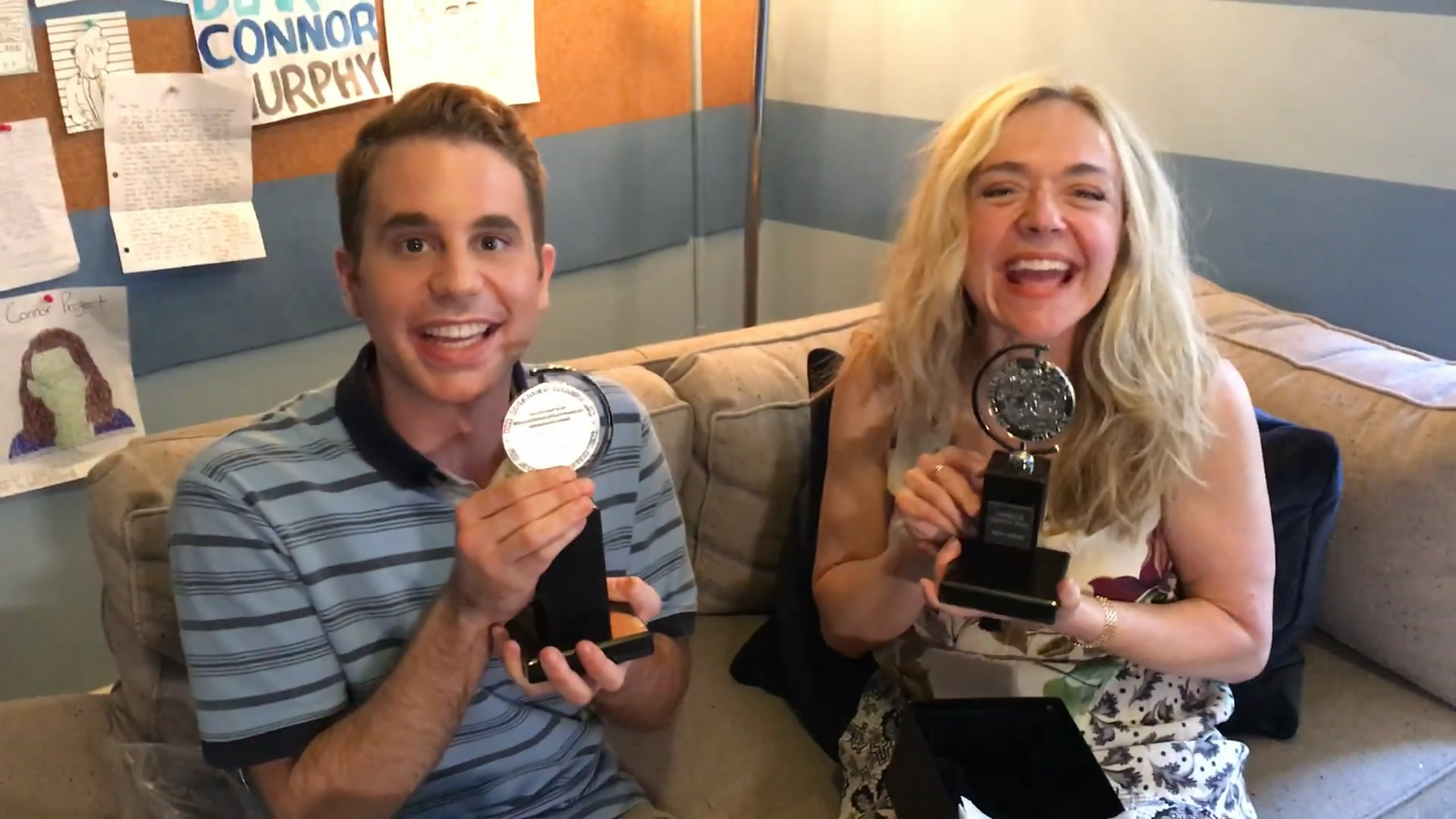
Platt y la compañera de reparto de Dear Evan Hansen Rachel Bay Jones con sus premios Tony.

Platt fue nominado a un Outer Critics Circle Award. y también ganó un Premio Obie en 2016. Ganó el premio Lucille Lortel a mejor actor protagonista de musical. Los dos premios por la producción Off-Broadway de Dear Evan Hansen.
El 19 de mayo de 2017, en la 83.ª ceremonia de los premios Drama League, se anunció que Platt había ganado el premio a la interpretación distinguida de la organización. Este premio, que reconoce una interpretación en teatro de Nueva York durante el año anterior, solo se puede ganar una vez en toda la carrera de un intérprete. Al ganarlo a la edad de 23 años por su trabajo en Dear Evan Hansen, Platt se convirtió en el ganador más joven en la historia del galardón. El 11 de junio de 2017, en la 71.ª ceremonia de los Premios Tony, Platt ganó el premio a mejor actor de musical.
| Año  | Premio                      | Categoría                                                                 | Obra             | Resultado |
| ---- | --------------------------- | ------------------------------------------------------------------------- | ---------------- | --------- |
| 2013 | Teen Choice Awards          | Choice Movie: Roba Escenas Masculino                                      | Pitch Perfect    | Nominado  |
| 2016 | Drama League Award          | Interpretación distinguida                                                | Dear Evan Hansen | Nominado  |
| 2016 | Outer Critics Circle Award  | Mejor actor protagonista de musical                                       | Dear Evan Hansen | Nominado  |
| 2016 | Obie Award                  | Interpretación distinguida por un actor                                   | Dear Evan Hansen | Ganador   |
| 2017 | Premio Tony                 | Mejor actor de musical                                                    | Dear Evan Hansen | Ganador   |
| 2017 | Drama League Award          | Interpretación distinguida                                                | Dear Evan Hansen | Ganador   |
| 2017 | Lucille Lortel Awards       | Mejor actor protagonista de musical                                       | Dear Evan Hansen | Ganador   |
| 2017 | Broadway.com Audience Award | Actor favorito protagonista de musical                                    | Dear Evan Hansen | Ganador   |
| 2017 | Broadway.com Audience Award | Pareja favorita en escena                                                 | Dear Evan Hansen | Ganador   |
| 2018 | Premio Grammy               | Mejor álbum de teatro musical                                             | Dear Evan Hansen | Ganador   |
| 2020 | Premios Globo de Oro        | Mejor actuación de un actor en una serie de televisión: musical o comedia | The Politician   | Nominado  |
| 2023 | Premios Tony                | Mejor actor de musical                                                    | Parade           | Nominado  |
| 2024 | Premios Grammy              | Mejor álbum de teatro musical                                             | Parade           | Nominado  |
| 2024 | Independent Spirit Awards   | Mejor guion de ópera prima                                                | Theater Camp     | Nominado  |